# Кастелукио
Кастелу̀кио (на италиански: Castellucchio, на местен диалект: Castlüch, Кастълюк) е градче и община в Северна Италия, провинция Мантуа, регион Ломбардия. Разположено е на 26 m надморска височина. Населението на общината е 5236 души (към 2014 г.).